# Reinhart Waneck
Reinhart Waneck (* 16. Oktober 1945 in Innsbruck) ist österreichischer Mediziner und FPÖ-Politiker. Von 2000 bis 2004 war er Staatssekretär für Gesundheitswesen.

## Leben und Beruf
Reinhart Waneck ist ein Sohn des Sektionschefs im Unterrichtsministerium Friedrich Waneck und der Elfriede Waneck, er ist ein Enkel des Politikers Friedrich Waneck. Nach dem Studium der Medizin an der Universität Wien (1971 Promotion zum Dr. med. univ.), währenddessen er Mitglied der Akademischen Verbindung Wartburg wurde, absolvierte Waneck eine Facharztausbildung in Radiologie mit Studienaufenthalten in Deutschland, USA und Schweden, seine Habilitation erfolgte 1985, gleichzeitig seine Bestellung zum Vorstand der Radiologischen Abteilung im Krankenhaus der Barmherzigen Schwestern in Wien. 1994 wurde ihm der Berufstitel „ao. Universitätsprofessor“ verliehen. 1995 wurde er ärztlicher Direktor  im Krankenhaus der Barmherzigen Schwestern in Wien.
Waneck verfasste über 200 Publikationen in in- und ausländischen (Röntgen-)Fachzeitschriften in deutscher, englischer und französischer Sprache, inklusive standespolitischer Beiträge (u. a. regelmäßig in der französischen Ärztezeitung).
Seit 2018 ist er Mitglied des Universitätsrates der Medizinischen Universität Wien.

## Politische Laufbahn
Seit 1971 ist Waneck Mitglied der FPÖ, war 1977 bis 1999 Mandatar der Wiener Ärztekammer (überparteiliche Fraktion Österreichisches Ärztekomitee) 1978–1986 Mitglied des Fakultätskollegiums der Universität Wien sowie Mitglied des Dienststellenausschusses, 1981–1986 Vorsitzender des Dienststellenausschusses für Hochschullehrer, Mandatar der Wiener Handelskammer 1992, Mitglied des Akademischen Senats.
Am 4. Februar 2000 wurde er zum Staatssekretär für Gesundheitswesen im „Bundesministerium für Arbeit, Gesundheit und Soziales“ (später: „Bundesministerium für soziale Sicherheit und Generationen“ bzw. „Bundesministerium für Gesundheit und Frauen“) ernannt, aus welcher Funktion er im Zuge einer Regierungsumbildung ausschied.

## Mitgliedschaften
- Verband der Österreichischen Hochschullehrer
- Österreichische Röntgengesellschaft
- American Institut of Ultrasound in Medicine
- European Society of Cardiovascular and Interventional Radiology
- International College of Angiology (FICA)
- Verband für Medizinischen Strahlenschutz in Deutschland, Österreich
- Österreichisches Ärztekomitee
- Akademische Verbindung Wartburg zu Wien (im Vertretertag akademischer Korporationen)

## Auszeichnungen
- 2003 Großes Silbernes Ehrenzeichen am Bande für Verdienste um die Republik Österreich[5]